# Saint-Christo-en-Jarez
Saint-Christo-en-Jarez település Franciaországban, Loire megyében. Lakosainak száma 1888 fő (2022. január 1.). Saint-Christo-en-Jarez Valfleury, Fontanès, Grammond, Marcenod, Saint-Chamond, Saint-Romain-en-Jarez és Sorbiers községekkel határos.

## Népesség
A település népessége az elmúlt években az alábbi módon változott:
| Lakosok száma | 1074 | 1146 | 1288 | 1672 | 1838 | 1828 | 1891 | 1903 | 1909 | 1888 |
|               | 1968 | 1982 | 1990 | 2006 | 2013 | 2015 | 2017 | 2019 | 2020 | 2022 |